# Bárbara Rey
Pour les articles homonymes, voir Rey.
Bárbara Rey, née le 2 février 1950 à Totana, dans la région de Murcie, est une actrice et présentatrice de télévision espagnole.

## Biographie
María Margarita García García, connue artistiquement sous le pseudonyme Barbara Rey, se présente en 1970 au concours de Miss España et remporte l'élection de 2e Dauphine.
Selon l'ouvrage « Juan Carlos, le roi aux 5.000 maîtresses », écrit par Amadeo Martínez Inglés, ex-colonel de l’armée espagnole, elle a été l’une des maîtresses du roi Juan Carlos Ier. En 1997, se disant harcelée par les services secrets, elle menace de révéler des secrets d’État. Elle a également eu une aventure sentimentale avec Alain Delon.

## Filmographie

### Cinéma
- 1969 : La vida sigue igual (Pour toi, mon amour) d'Eugenio Martín
- 1970 : Crimen imperfecto : Pepita
- 1971 : A mí las mujeres ni fu ni fa
- 1972 : París bien vale una moza : Philippe, la femme de Michel
- 1973 : Separación matrimonial : Señora Méndez
- 1973 : La noche de los brujos : Agnes, la femme vampire
- 1973 : Il consigliori
- 1973 : La llamaban La Madrina : Agent B-52
- 1973 : La chica del Molino Rojo d'Eugenio Martín : Grace
- 1974 : El chulo : Loli
- 1974 : El amor empieza a medianoche
- 1974 : Le Monde des morts-vivants (El buque maldito) d'Amando de Ossorio : Noemi
- 1975 : Zorrita Martínez
- 1975 : Mi mujer es muy decente, dentro de lo que cabe : Cristina
- 1976 : Cuando Conchita se escapa, no hay tocata
- 1976 : La viuda andaluza : Viuda
- 1976 : La muerte ronda a Mónica de Tito Fernández : Eva
- 1976 : Las delicias de los verdes años : Doña Beatriz de Montilla
- 1976 : Call Girl: La vida privada de una señorita bien : Mónica
- 1977 : Teufelscamp der verlorenen Frauen (Fatal Game)
- 1977 : Cuentos de las sábanas blancas : Rosaura
- 1977 : Virilidad a la española : Nati
- 1977 : Me siento extraña : Marta
- 1978 : Carne apaleada
- 1978 : Rostros : Teresa
- 1978 : Porco mondo
- 1978 : La escopeta nacional : Vera del Bosque
- 1978 : Piccole labbra : Christa
- 1979 : Sans peur et sans culotte (El periscopio) de José Ramón Larraz : Verónica
- 1979 : Mi adúltero esposo ('In Situ')
- 1980 : Unos granujas decentes : Violeta Martínez
- 1982 : Onofre : Marta

### Télévision
- 1976 : Palmarés
- 1978 : Curro Jiménez : Elisa
- 1987 : El edén
- 1989 : Primera función
- 1995 : La estrella de Egipto
- 1996 : Vampiresas
- 1999 : La casa de los líos : Debora
- 2001 : Academia de baile Gloria